# Francesco Buti
Francesco Buti (Narni, 1604 – Narni, 15 giugno 1682) è stato un poeta e librettista italiano.

## Biografia
Abate e dottore in diritto, fu segretario a Roma del cardinale Antonio Barberini, nipote di papa Urbano VIII: nel 1645 emigrò in Francia con la famiglia Barberini, caduta in disgrazia dopo l'elezione al papato di Innocenzo X Pamphilj. 
Stabilitosi a Parigi, divenne uomo di fiducia del cardinale Giulio Mazzarino ed ebbe da questi l'incarico di organizzare le feste e sovrintendere agli spettacoli di corte. 
Fece arrivare nella capitale francese i musicisti Luigi Rossi, Francesco Cavalli e Carlo Caproli, per i quali scrisse i libretti per tre delle opere date in quegli anni a Parigi: Orfeo (1647), Le nozze di Teti e di Peleo (1654) e L'Ercole amante (1662).
Scrisse anche i testi per alcuni balletti di Jean-Baptiste Lully (L'amour malade, Ballet de l'impatience).